# Monte Etna

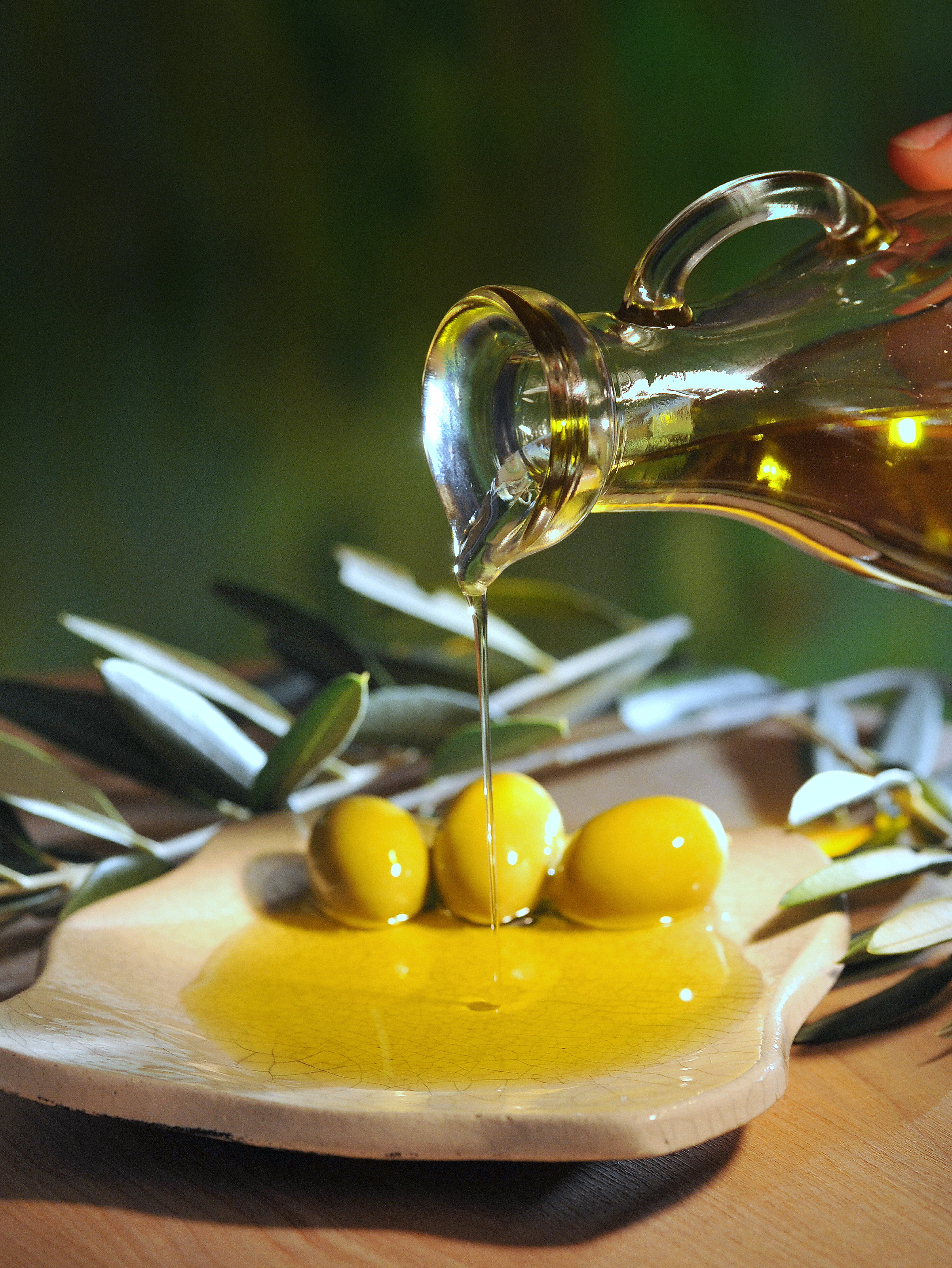
Huile d'olive

Monte Etna est le nom donné à une huile d'olive extra vierge (en italien : olio extravergine di oliva) produite principalement dans la province de Catane mais aussi dans les provinces de Messine et d'Enna.
Depuis le 25 août 2003, la dénomination Monte Etna est protégée au niveau européen par une appellation d'origine protégée (AOP).

## Histoire

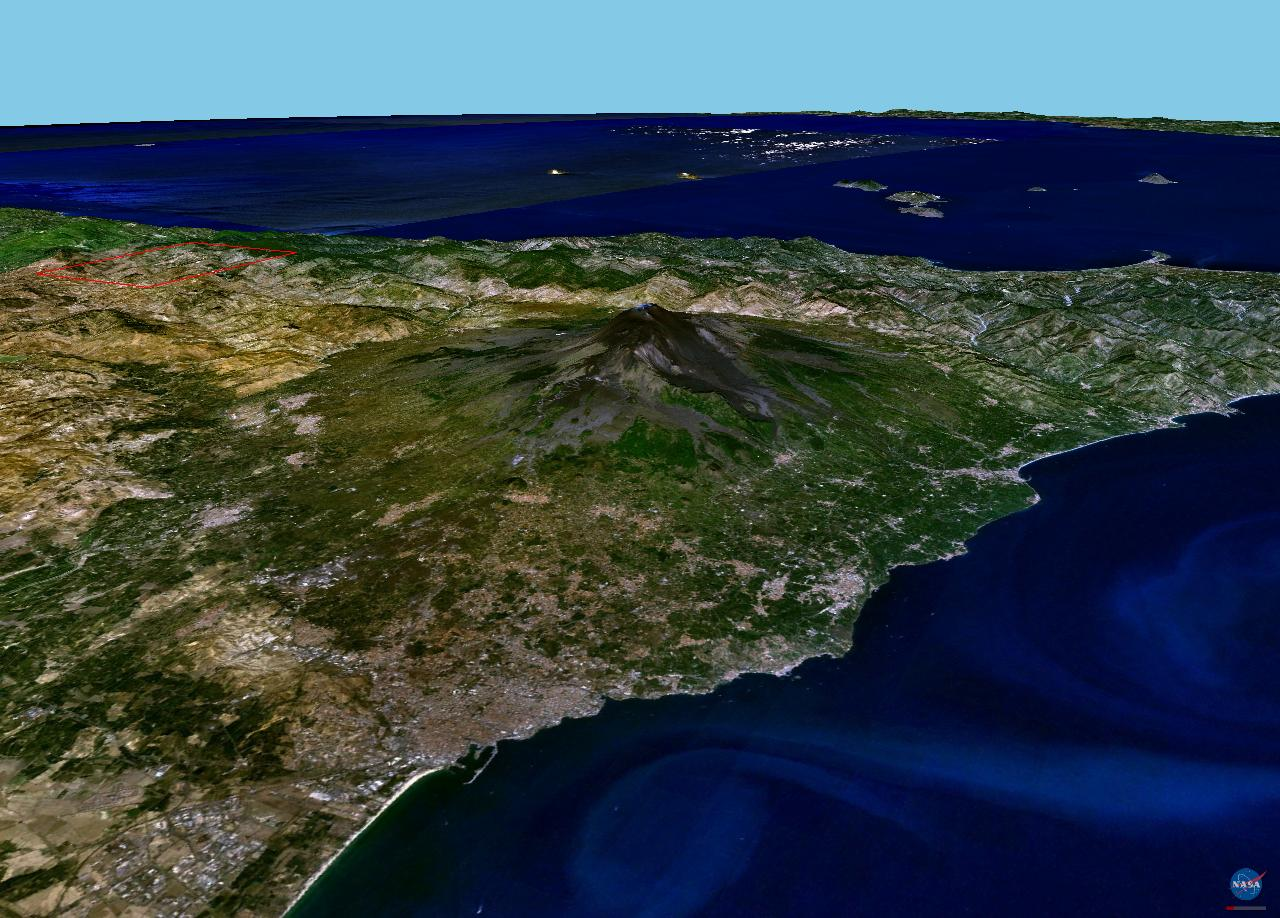
Image de synthèse de la région de l'Etna.

L'oléiculture dans la zone orientale de la Sicile est introduite d'abord par les Grecs à partir du VIIIe siècle av. J.-C. puis, elle connaît un regain de faveur au Ier siècle av. J.-C. de la part des Phéniciens.
Au IIIe siècle, les Romains la taxèrent lourdement pour conjurer la concurrence qu'elle faisait aux  productions de la Campanie et du Latium. Successivement, les Arabes, durant leur domination en Sicile, donnèrent de l'impulsion et de la rationalité à la culture.
L'importance de la production oléicole « Etnea » se rencontre dans l'œuvre de Pietro Bembo qui dans son De Aetna (it) cite la saveur agréable et le mérite de la culture de l'olivier autour de l'Etna. Aux époques successives, d'autres récits de voyageurs témoignent du même engouement parmi lesquels le naturaliste  Lazzaro Spallanzani, les écrivains Antonio Stoppani, Wolfgang von Goethe, Guy de Maupassant... En 1827, Alexis de Tocqueville, lors de son voyage en Sicile dans la zone de l'Etna, évoqua avec enthousiasme la prospérité et l'abondance de la culture locale rendue particulièrement fertile grâce à la nature des sols du volcan. Pour tout le XIXe  et les premières décennies du XXe siècle, l'huile d'olive fut appréciée par de nombreux consommateurs italiens et européens ; les exportations  s'effectuaient depuis le port de Riposto (port de l'Etna).

## Méthode d'obtention
Elle est produite à partir d'olives saines de variétés  Nocellara Etnea, Moresca, Tonda Iblea, Ogliarola Messinese, Biancolilla, Brandofino et Olivo di Castiglione. Récoltée avant la fin janvier de chaque année, sa production ne peut être supérieur à 10 000 kg/ha avec un rendement en huile de 20 % maximum.

## Zone de production
- Province de Catane : Adrano, Belpasso, Biancavilla, Bronte, Camporotondo Etneo, Castiglione di Sicilia, Maletto, Maniace, Motta Sant'Anastasia, Paterno, Ragalna, Randazzo, Santa Maria di Licodia, San Pietro Clarenza.
- Province d'Enna :  Centuripe
- Province de Messine :  Malvagna, Mojo Alcantara, Roccella Valdemone, Santa Domenica Vittoria.